# Paulamaria Walter

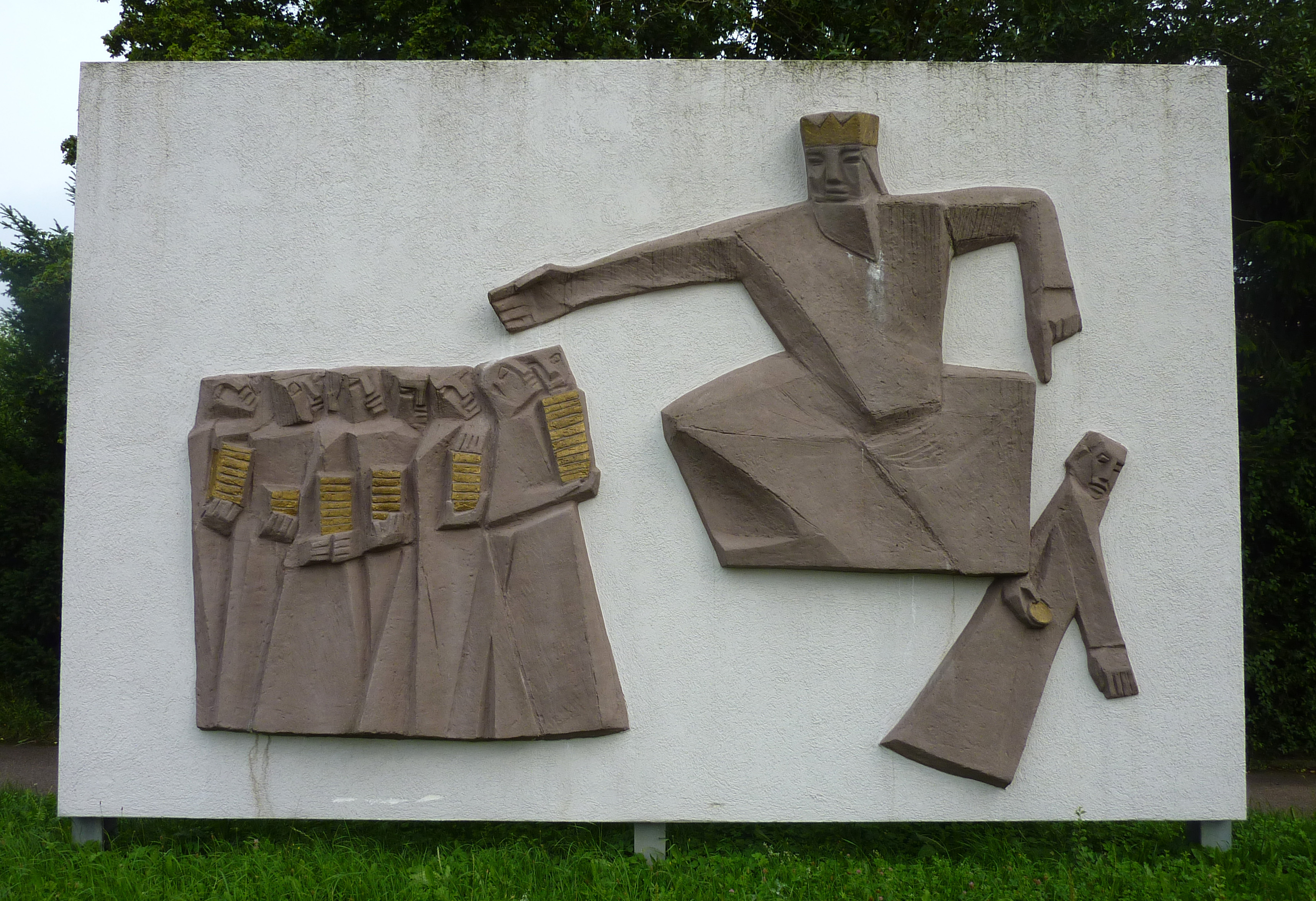
Die anvertrauten Pfunde, Sandstein-Wandrelief, 1963, Wege zur Kunst

Paulamaria Walter (* 3. Juli 1917 in Ulm; † 8. Juni 1976 in Schwäbisch Gmünd) war eine deutsche Keramikerin und Bildhauerin.

## Leben
Paulamaria Walters Vater war Architekt in Schwäbisch Gmünd. Nach dem Abitur besuchte sie von 1934 bis 1936 die Gmünder Staatliche Höhere Fachschule für Edelmetallindustrie u. a. bei Walter Lochmüller. 1937 absolvierte sie bei der Tonwaren-Fabrik Stützel & Sachs GmbH in Aalen ein Töpfereipraktikum. Anschließend arbeitete sie bei der Staatlichen Majolika Manufaktur Karlsruhe und besuchte die Badische Landeskunstschule in Karlsruhe. Von 1942 bis 1943 studierte sie an der Staatlichen Akademie der Bildenden Künste Stuttgart.
Seit 1946 war sie freischaffende Künstlerin. Sie eröffnete ein Atelier in der Parlerstraße in Schwäbisch Gmünd, arbeitete aber weiter mit der Majolika-Manufaktur  zusammen und betätigte sich auch als Bildhauerin.
Vom 1. bis 22. November 1987 fand in Erinnerung zu ihrem siebzigsten Geburtstag, den sie nicht mehr erlebte, die Gedächtnis-Ausstellung „Paula Maria Walter 1917–1976 – Grafik Malerei Plastik“ in der Predigerpassage Schwäbisch Gmünd statt.

## Arbeiten im öffentlichen Raum
- Die Bremer Stadtmusikanten, Keramikbild, 1952, Schwäbisch Gmünd, Rauchbeinschule
- Motive aus der Zeitungsarbeit, Mosaikrelief, 1953, Göppingen, NWZ-Verlagsgebäude
- Münzen aus der Stauferzeit, Wandrelief, 1953, Göppingen, Landeszentralbank
- Seelöwe, Vollplastik 1955, Schwäbisch Gmünd, Bud-Spencer-Bad
- Eule, Wand-Vollplastik, 1957, Wasseralfingen, Braunenbergschule
- Gas, Wasser, Strom, Vollplastik, 1960, Schwäbisch Gmünd, Stadtwerke
- Die anvertrauten Pfunde, Sandstein-Wandrelief, 1963, Villingen-Schwenningen, Landeszentralbank, seit 2008  Wege zur Kunst. Dargestellt ist das Gleichnis von den anvertrauten Talenten.
- Betonrelief, 1972, Lindach, Gemeindehalle
- Glücksbrunnen, Glasierter Ton, Schwäbisch Gmünd, Kreissparkasse
- Der Weg ins Leben,  Fassadenmosaik, Geislingen, Gymnasium

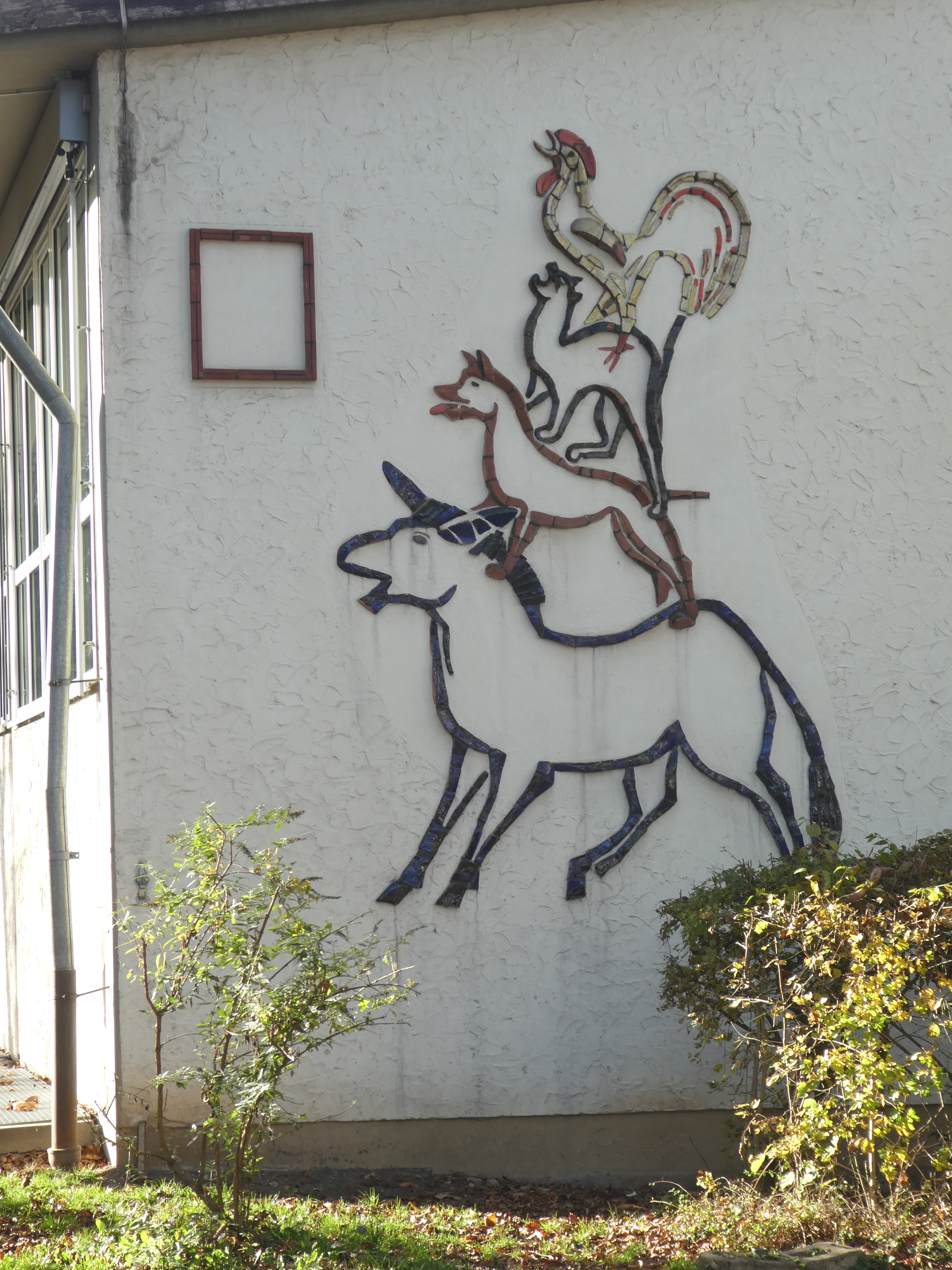
Bremer Stadtmusikanten, Keramikbild, 1952, Schwäbisch Gmünd, Rauchbeinschule
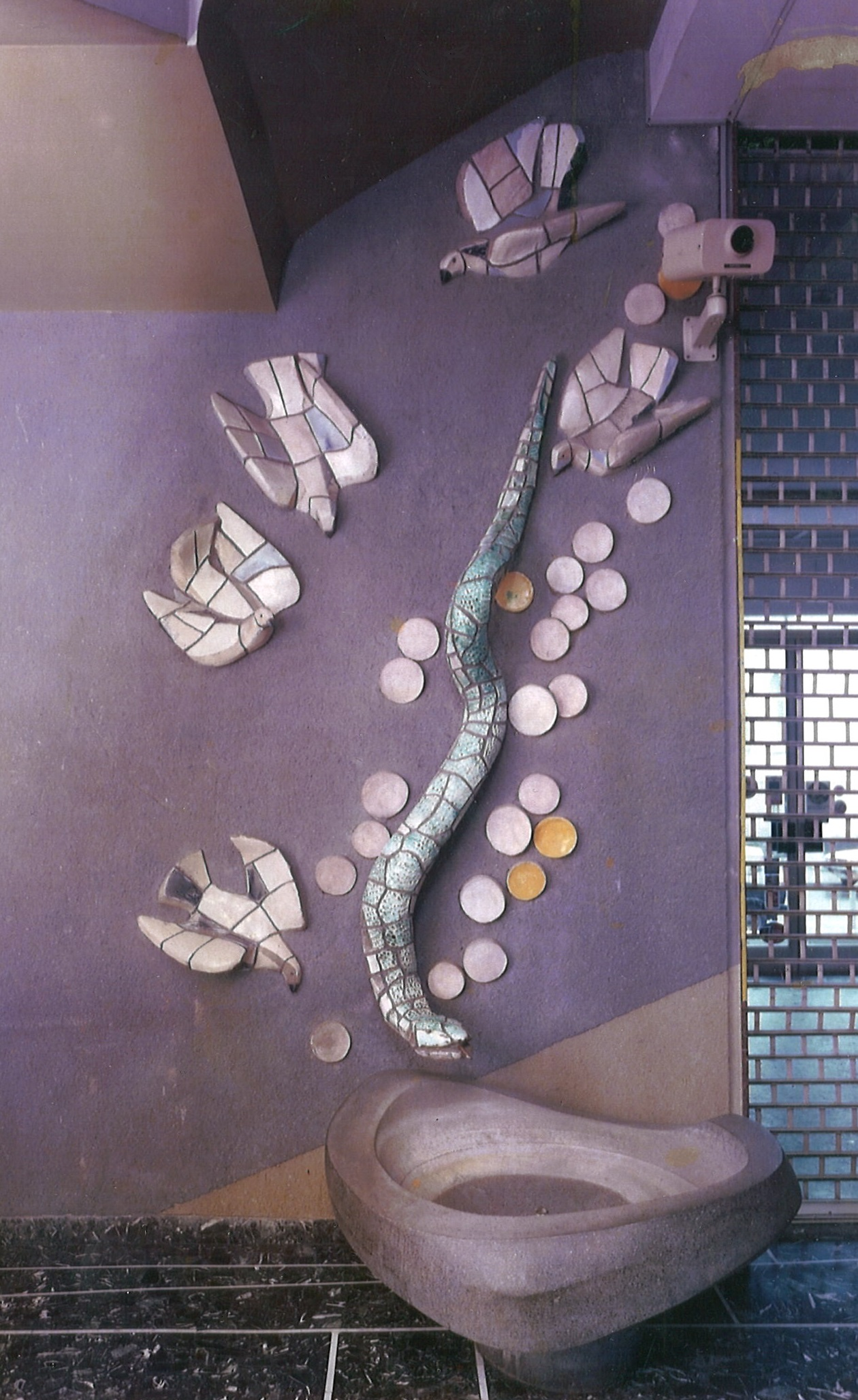
Glücksbrunnen, Glasierter Ton, Schwäbisch Gmünd, Kreissparkasse
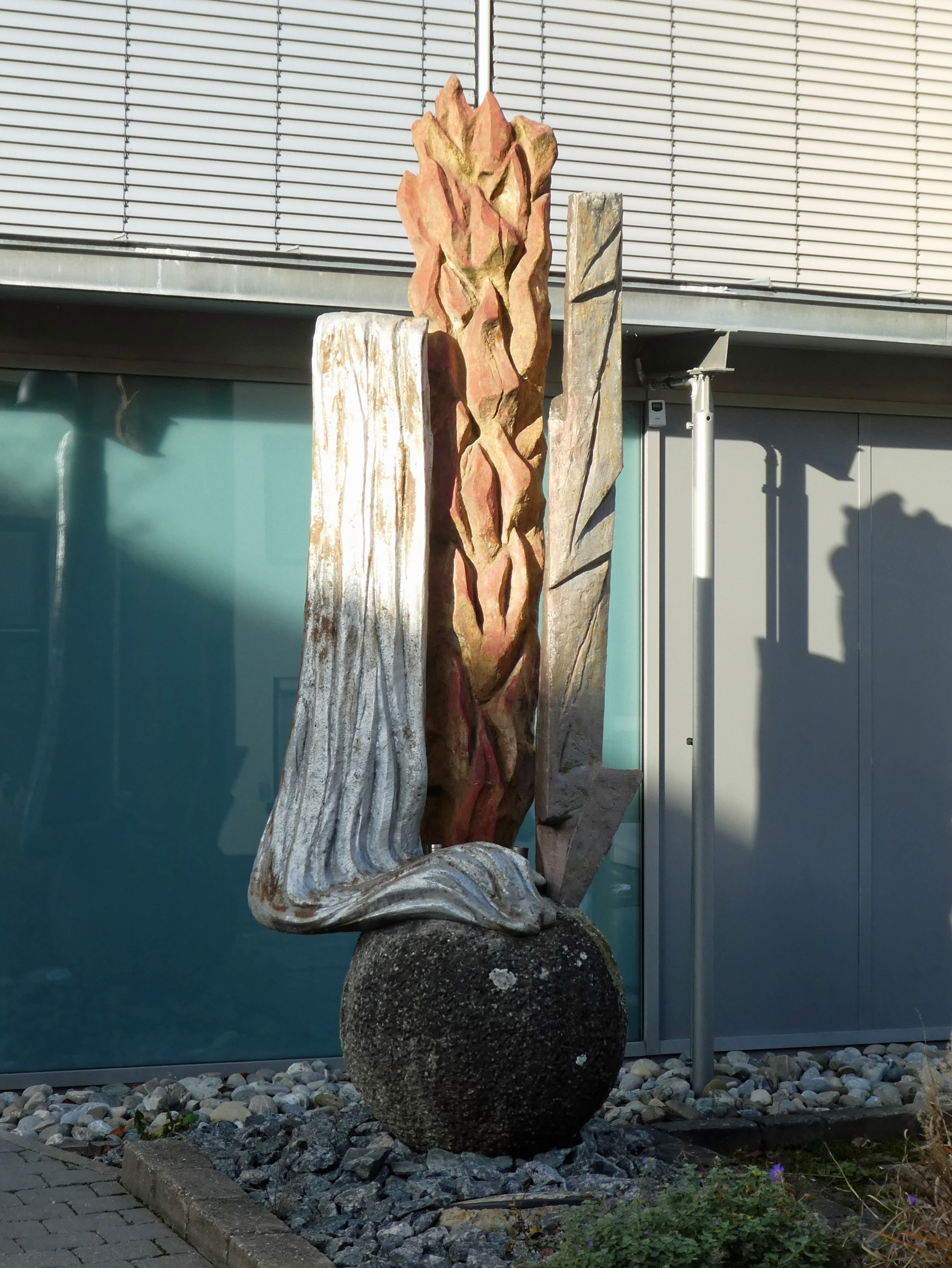
Gas, Wasser, Strom, Vollplastik, 1960, Schwäbisch Gmünd, Stadtwerke
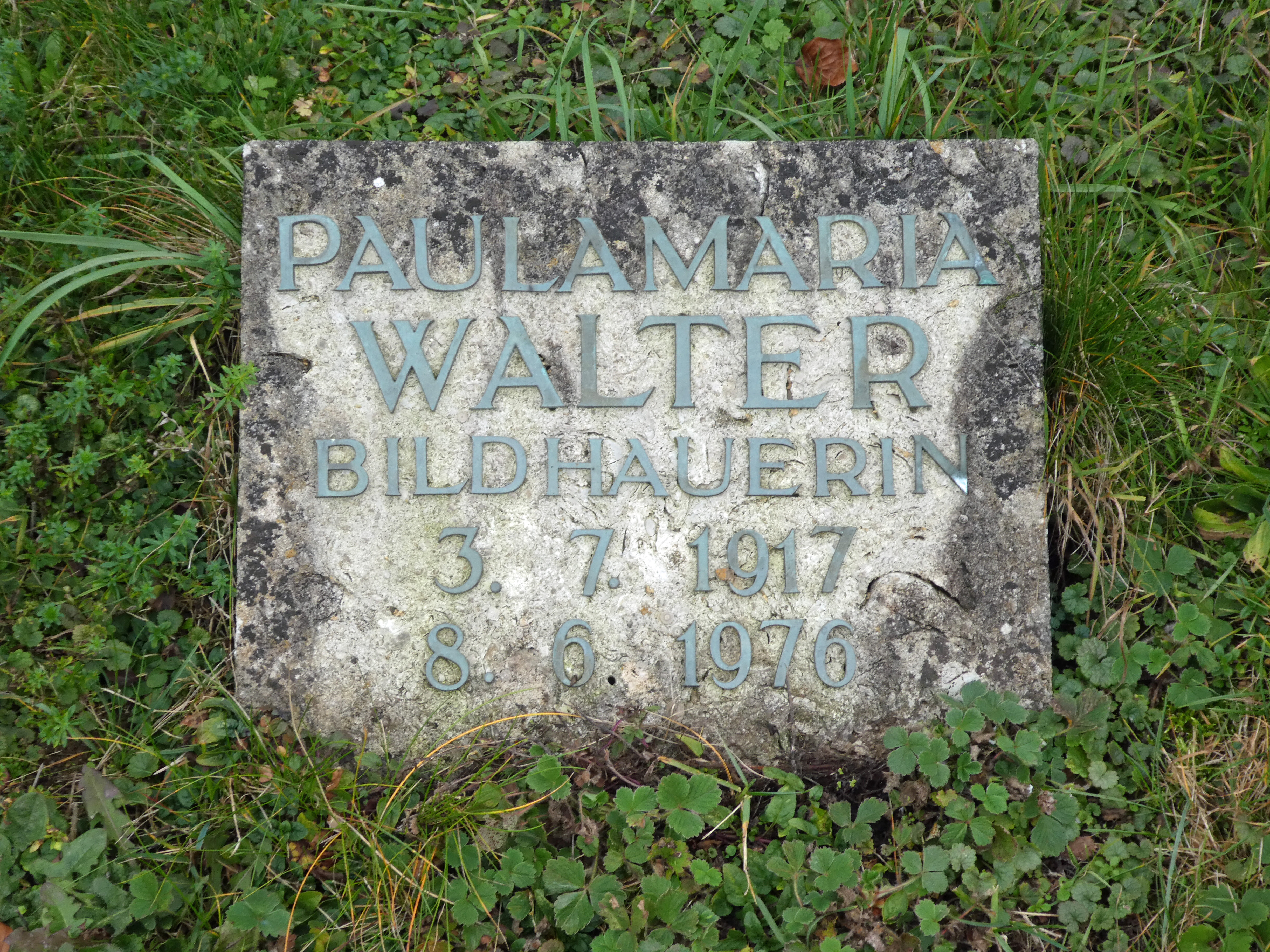
Grabstein der Bildhauerin, heute auf dem Friedhof in Straßdorf